# Isabella Bruce
Isabella Bruce (in gaelico scozzese Isobail a Brus, in norvegese Isabella Robertsdotter Brus; Carrick, 1272 circa – Bergen, 1358) è stata una nobile scozzese, regina di Norvegia tra il 1293 e il 1299 in quanto seconda moglie di re Eirik II.
Figlia più anziana del potente Robert Bruce, VI signore di Annandale, uno dei maggiori feudatari scozzesi del tempo, suo fratello divenne re Roberto I di Scozia in seguito alla prima guerra d'indipendenza scozzese. Nell'ambito delle alleanze del clan Bruce, Isabella fu data in sposa nel 1293 a re Eirik II di Norvegia, a sua volta pretendente al trono di Scozia, e rimase regina consorte di Norvegia per i sei anni successivi. La coppia reale ebbe una sola figlia, Ingeborg.
Dopo la morte del marito nel 1299, Isabella non perse di importanza a corte e anzi restò una delle principali figure di riferimento della Norvegia del XIV secolo. A livello politico-dinastico divenne una delle principali feudatarie della Scandinavia e cercò di consolidare la posizione della figlia facendola sposare col principe Valdemaro di Svezia. L'assassinio di Valdemaro in seguito al banchetto di Nyköping provocò la ribellione della moglie Ingeborg contro re Birger di Svezia e Isabella probabilmente appoggiò la rivolta, consolidando ulteriormente la propria posizione dopo la cacciata di Birger e l'ascesa di Magnus IV di Svezia. A livello diplomatico mantenne stabili le relazioni tra Norvegia e Scozia, favorendo quindi una convivenza pacifica tra i due regni.
Donna di cultura, commissionò traduzioni delle opere letterarie europee continentali, contribuendo a farle conoscere in Norvegia. Fu inoltre coinvolta nella vita religiosa di Bergen, ottenendo numerose concessioni dalla Chiesa locale. Morì nel 1358, ormai ultraottantenne, senza essere più tornata in Scozia.

## Biografia

Stemma del clan Bruce, che Isabella fece comprendere nelle sue insegne reali norvegesi

### Origini e matrimonio
Era la prima figlia femmina di Robert Bruce, VI signore di Annandale e di Marjorie, contessa di Carrick, due dei più potenti feudatari scozzesi del tempo. È incerto se fosse anche la primogenita della coppia e non è chiaro se Robert Bruce (dal 1306 re Roberto I di Scozia), il più anziano dei suoi fratelli maschi, sia nato prima o dopo di lei. Le fonti non sono unanimi sulla sua data di nascita, facendola oscillare lungo tutto il decennio tra il 1272 (data del matrimonio dei genitori) e il 1281.
La Scozia di fine XIII secolo era sconvolta dalle lotte dinastiche, culminate nel 1290 nella Grande causa, contesa che vide contrapporsi ben tredici pretendenti al trono dopo la morte della regina Margherita di Scozia, ultima discendente legittima del regnante casato dei Dunkeld. Uno dei contendenti era il re di Norvegia Eirik II, padre della defunta Margherita; nonostante la Grande causa fosse terminata con l'ascesa al trono di John Balliol, Eirik II non rinunciò del tutto alle proprie pretese e fece in modo di allearsi con il potente clan Bruce, contraendo un vantaggioso matrimonio proprio con Isabella. Il 20 settembre 1292 la nobile e suo padre Robert Bruce VI, ansioso di allontanarsi dalla Scozia dopo l'ascesa del suo nemico Balliol, ottennero un salvacondotto da Edoardo I d'Inghilterra per raggiungere via nave la Norvegia. Isabella portò con sé un enorme corredo, passato alla storia per la sua grandezza, che fu sbarcato a Bergen il 25 settembre 1292. Poco dopo raggiunse anche lei la Norvegia assieme al padre, e si sposò col sovrano sempre a Bergen nei mesi successivi (non è noto con certezza quando, anche se talune fonti riportano post festum sancti Martini, ovvero dopo l'11 novembre, mentre altre l'estate 1293).
Come riportato nel Diplomatarium Norvegicum, il corredo che Isabella Bruce portò con sé dalla Scozia alla Norvegia era notevole, in quanto rifletteva il suo status di importante nobile e regina consorte, e comprendeva:
- quattro preziosi completi (robae) di vestiario di vari colori;
- tre completi per letto (lectulus) con materassi, coperte, lenzuoli, accessori e decorazioni;
- numerose sete e panni di pregio per fabbricare altri vestiti o oggetti (regalia);
- un servizio di stoviglie d'argento di varie dimensioni;
- pregiate cassapanche, sacchi e ceste di varie dimensioni per contenere il corredo;
- due corone, una grande e una piccola.

Il matrimonio di Isabella con Eirik era di importanza cruciale non solo per la famiglia di lei che, imparentandosi col sovrano norvegese, guadagnava un potente alleato, mettendo così in difficoltà Balliol e la sua debole autorità, ma anche per lo stesso re scandinavo, che non rinunciava ai propri diritti sul trono scozzese rimanendo al contempo vicino a re Edoardo I d'Inghilterra, vero dominatore della politica britannica del tempo e all'epoca altro alleato dei Bruce. Assieme alla nuova regina, si stabilirono in Norvegia anche molti scozzesi scontenti dell'instabilità della propria patria; alcuni, come i fratelli Weyland ed Henry Stiklaw, divennero importanti funzionari dell'amministrazione norvegese, rimanendo tali anche dopo la fine del regno di Eirik e Isabella.

### Regina di Norvegia
Oltre che per rinforzare le proprie pretese al trono di Scozia, Eirik II si era risposato con Isabella per avere un erede maschio; Margherita di Scozia era stata infatti l'unica figlia del suo primo matrimonio, e senza un figlio la dinastia Bellachioma rischiava di estinguersi. Tuttavia, durante i sei anni da regina consorte Isabella e il marito ebbero solo una figlia femmina, Ingeborg, e nessun erede maschio.
Non sono sopravvissuti documenti che attestino le attività di Isabella durante i sei anni di matrimonio con Eirik, con solo poche informazioni sparse pervenute fino a oggi, come l'ospitalità che i sovrani diedero al canonico Laurentius Kalvsson (futuro vescovo di Hólar in Islanda) durante il Natale 1294. Quando nel 1299 Eirik II morì, appena trentenne, suo fratello e successore Haakon V le permise di rimanere a corte con la figlia; lo stesso fece il successivo sovrano Magnus VII nel 1319. Quando la corte norvegese si trasferì da Bergen a Oslo, Isabella scelse di rimanere a Bergen.

### Vita in Norvegia e influenza politica
Pur nella vedovanza, Isabella divenne una delle figure di rilievo della Norvegia del XIV secolo. Era molto devota e legata alla Chiesa locale e, nel 1305, assistette con Haakon V e sua moglie Eufemia di Rugia alla consacrazione del nuovo vescovo di Bergen Arne Sigurdsson. Molto popolare per le sue opere di carità, fu testimone di numerosi lasciti e contratti e nel 1320 il vescovo di Bergen Audfinn Sigurdsson le concesse una casa con servitù. In seguito la diocesi le concesse l'uso vita natural durante di numerose altre case di proprietà vescovile per ringraziarla di nuove cospicue donazioni. Per il resto della propria vita risiedette principalmente a Bergen.

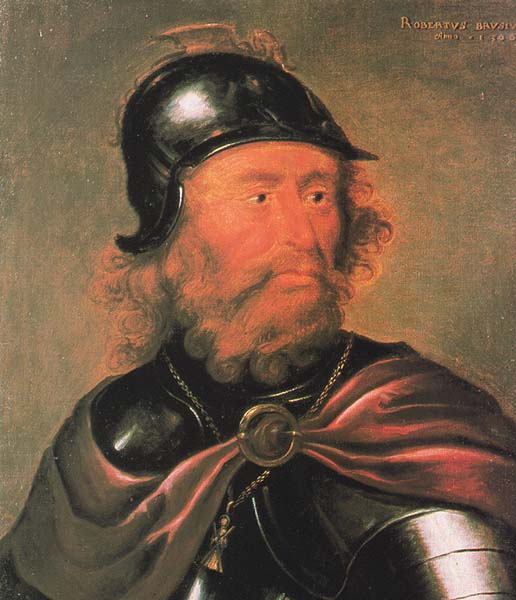
Roberto I di Scozia, fratello di Isabella

Era molto attiva anche in politica estera e interna. Nonostante il generale disinteresse del genero e nuovo sovrano Haakon V di Norvegia verso le isole britanniche, Isabella continuò la politica filo-scozzese del defunto marito. Pur mancando prove certe, alcuni storici sospettano che Robert Bruce, dopo la disfatta contro gli inglesi nella battaglia di Methven del 1306, per sfuggire alla cattura, si fosse rifugiato nelle isole scozzesi più esterne, probabilmente le Orcadi, allora dominio norvegese, sotto la protezione proprio della sorella, trascorrendovi l'inverno 1306-1307 e riorganizzando le proprie forze superstiti. Che Robert sia stato ospitato direttamente in Norvegia da Isabella, fatto pur occasionalmente citato, appare invece meno probabile, anche se re Haakon V aveva dimostrato di simpatizzare per la causa scozzese fornendo in precedenza un salvacondotto a William Wallace. È anche possibile che Isabella, turbata dalla persecuzione subita dalla propria famiglia da parte degli inglesi (i fratelli Nigel, Thomas e Alexander furono brutalmente uccisi, mentre tutte le sorelle erano state tenute prigioniere per molti anni), abbia aiutato la causa scozzese con invii di truppe e, soprattutto, finanziamenti. Nel 1312 fece da mediatrice tra Haakon V e suo fratello Roberto I, nel frattempo diventato re di Scozia, riguardo alla contesa scoto-norvegese sulle isole Orcadi, favorendo la firma di un trattato a Inverness.
Negli anni successivi rimase informata della politica scozzese grazie alla sorella Christina, con cui intratteneva una fitta corrispondenza. Nel 1339 intercedette con Magnus VII per far graziare un uomo portato in giudizio davanti al re. Durante gli anni 1330 probabilmente dette ospitalità agli esuli scozzesi causati dalla seconda guerra d'indipendenza contro l'Inghilterra, come il nipote Guglielmo III di Ross e Malise V, conte di Strathearn. Nel 1341, tramite la mediazione di Christina, fece rimettere il debito di un mercante norvegese contratto ad Aberdeen. Nel 1342 il nipote, re Davide II di Scozia, fece dono alla zia di una somma di denaro, fattale recapitare tramite un messo.

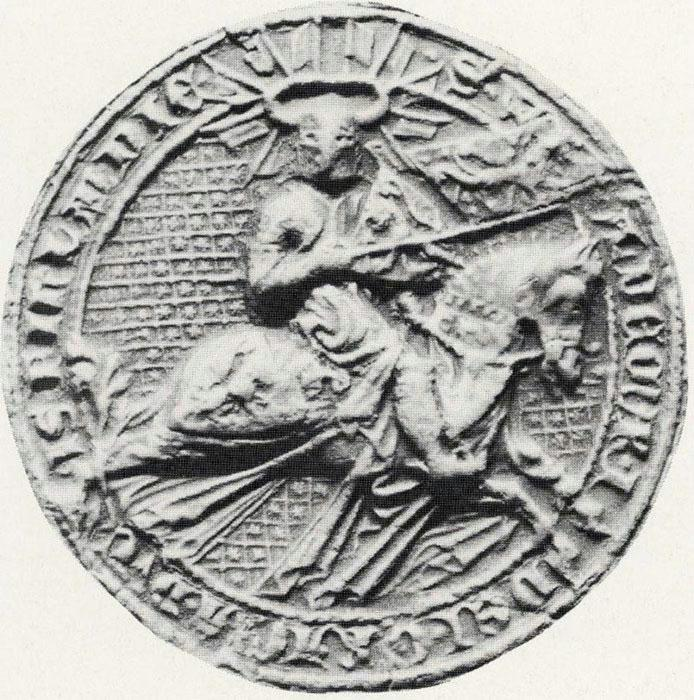
Sigillo di Valdemaro Magnusson, genero di Isabella

### I matrimoni della figlia
A livello familiare, cercò di organizzare un matrimonio vantaggioso per la figlia Ingeborg. Secondo gli Annali islandesi, nel 1300 la bambina fu fatta fidanzare col conte delle Orcadi, probabilmente per trovare velocemente un nuovo protettore a cui affiliarsi dopo la morte di Eirik II e per rinsaldare i propri legami con la Scozia. L'allora conte delle Orcadi, Jon Magnusson, di cui si sa poco o nulla, doveva essere tuttavia già anziano, poiché morì poco dopo vanificando la manovra della regina vedova.
In seguito, nel 1312, la fece sposare col duca di Finlandia e principe di Svezia Valdemaro Magnusson, tuttavia i due ebbero solo un figlio che morì giovane. Lo stesso Valdemaro poi morì nel 1318, in seguito al suo arresto durante il banchetto di Nyköping, dopo il quale probabilmente suo fratello, re Birger di Svezia, lo fece morire di fame. Ingeborg allora si ribellò e assieme a una lega anti-regia cacciò il sovrano e mise sul trono Magnus di Norvegia, nipote di Haakon V, che alla morte del nonno poco dopo avrebbe unificato i due regni. L'esatto ruolo di Isabella negli avvenimenti del 1318-1319 non è noto ma, data la sua importanza politica, è assai probabile che perlomeno appoggiasse l'azione contro Birger, esercitando poi una certa influenza sul governo di Magnus. Non sono sopravvissute testimonianze del rapporto tra Isabella e la figlia Ingeborg, che rimase a vivere in Svezia fino alla propria morte.

### Ultimi anni e morte
Non tornò più in Scozia, anche a causa delle continue guerre col regno d'Inghilterra condotte prima dal fratello Roberto I e poi dal nipote Davide II. Dopo la morte di Eirik II nel 1299 non si risposò mai, rimanendo vedova per quasi sessant'anni. Dato il suo prestigio, continuò ad essere chiamata ufficialmente "regina di Norvegia" anche dopo aver lasciato il trono.
Nel 1357 venne citata in un documento che la attestava come erede della figlia Ingeborg, morta in quell'anno; Isabella, già molto anziana, morì a sua volta poco dopo, secondo gli Annali islandesi a Bergen nel 1358, a un'età incerta ma di circa ottant'anni, considerevole per l'epoca.

## Discendenza

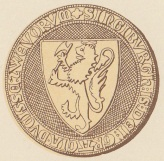
Sigillo di Ingeborg Eiriksdottir col leone armato di scure, simbolo regio norvegese

Dalla sua unione con re Eirik II di Norvegia Isabella ebbe una sola figlia, la principessa Ingeborg. Dopo la morte del marito nel 1299 non si risposò.
Una tradizione scozzese vorrebbe che Isabella, prima di sposare il re di Norvegia, avesse già contratto un primo matrimonio con sir Thomas Randolph, ciambellano di re Alessandro III di Scozia, e che da questa unione fosse nato un figlio, Thomas Randolph, I conte di Moray, futuro eroe di guerra scozzese. Tuttavia, come fatto notare da James Balfour Paul, tale unione è del tutto anacronistica, in quanto al tempo della nascita di Moray Isabella era ancora bambina e quindi troppo giovane per poter rimanere incinta, e non vi sono prove storiche concrete della sua unione col ciambellano. Altri matrimoni talvolta citati successivi alla sua vedovanza coinvolgerebbero nobili scozzesi minori, ma sono ancor meno probabili poiché dopo la morte di Eirik Isabella scelse di non risposarsi; inoltre tali unioni implicherebbero un suo ritorno in Scozia, avvenimento che non si verificò mai.

## Ascendenza
|                                       |                    |                                                 | Genitori                                   |  |  | Nonni |  |  | Bisnonni                              |  |  | Trisnonni                               |  |
|                                       |                    |                                                 |                                            |  |  |       |  |  | Robert Bruce, IV Signore di Annandale |  |  | William Bruce, III Signore di Annandale |  |
|                                       |                    |                                                 |                                            |  |  |       |  |  | Robert Bruce, IV Signore di Annandale |  |  | William Bruce, III Signore di Annandale |  |
|                                       |                    | Christina                                       |                                            |  |  |       |  |  | Robert Bruce, IV Signore di Annandale |  |  |                                         |  |
| Robert Bruce, V Signore di Annandale  |                    |                                                 |                                            |  |  |       |  |  | Robert Bruce, IV Signore di Annandale |  |  |                                         |  |
|                                       |                    | Isobel di Huntingdon                            | Davide di Scozia                           |  |  |       |  |  |                                       |  |  |                                         |  |
|                                       |                    | Isobel di Huntingdon                            | Davide di Scozia                           |  |  |       |  |  |                                       |  |  |                                         |  |
|                                       |                    | Isobel di Huntingdon                            | Matilda di Chester                         |  |  |       |  |  |                                       |  |  |                                         |  |
| Robert Bruce, VI signore di Annandale |                    | Isobel di Huntingdon                            |                                            |  |  |       |  |  |                                       |  |  |                                         |  |
|                                       |                    | Gilberto di Clare, V conte di Gloucester        | Richard de Clare, III conte di Hertford    |  |  |       |  |  |                                       |  |  |                                         |  |
|                                       |                    | Gilberto di Clare, V conte di Gloucester        | Richard de Clare, III conte di Hertford    |  |  |       |  |  |                                       |  |  |                                         |  |
|                                       |                    | Gilberto di Clare, V conte di Gloucester        | Amice FitzRobert                           |  |  |       |  |  |                                       |  |  |                                         |  |
| Isabella di Clare                     |                    | Gilberto di Clare, V conte di Gloucester        |                                            |  |  |       |  |  |                                       |  |  |                                         |  |
|                                       |                    | Isabella di Pembroke                            | Guglielmo il Maresciallo                   |  |  |       |  |  |                                       |  |  |                                         |  |
|                                       |                    | Isabella di Pembroke                            | Guglielmo il Maresciallo                   |  |  |       |  |  |                                       |  |  |                                         |  |
|                                       |                    | Isabella di Pembroke                            | Isabella di Clare, IV contessa di Pembroke |  |  |       |  |  |                                       |  |  |                                         |  |
| Isabella Bruce                        |                    | Isabella di Pembroke                            |                                            |  |  |       |  |  |                                       |  |  |                                         |  |
|                                       | Cailean di Carrick | Donnchadh, conte di Carrick                     |                                            |  |  |       |  |  |                                       |  |  |                                         |  |
|                                       | Cailean di Carrick | Donnchadh, conte di Carrick                     |                                            |  |  |       |  |  |                                       |  |  |                                         |  |
|                                       | Cailean di Carrick | Avelina FitzWalter                              |                                            |  |  |       |  |  |                                       |  |  |                                         |  |
| Niall, conte di Carrick               | Cailean di Carrick |                                                 |                                            |  |  |       |  |  |                                       |  |  |                                         |  |
|                                       |                    | una figlia di Niall Ruadh Ó Néill               | Niall Ruadh Ó Néill                        |  |  |       |  |  |                                       |  |  |                                         |  |
|                                       |                    | una figlia di Niall Ruadh Ó Néill               | Niall Ruadh Ó Néill                        |  |  |       |  |  |                                       |  |  |                                         |  |
|                                       |                    | una figlia di Niall Ruadh Ó Néill               | …                                          |  |  |       |  |  |                                       |  |  |                                         |  |
| Marjorie, Contessa di Carrick         |                    | una figlia di Niall Ruadh Ó Néill               |                                            |  |  |       |  |  |                                       |  |  |                                         |  |
|                                       |                    | Walter Stewart, III Grande Intendente di Scozia | Alan fitz Walter                           |  |  |       |  |  |                                       |  |  |                                         |  |
|                                       |                    | Walter Stewart, III Grande Intendente di Scozia | Alan fitz Walter                           |  |  |       |  |  |                                       |  |  |                                         |  |
|                                       |                    | Walter Stewart, III Grande Intendente di Scozia | incerta                                    |  |  |       |  |  |                                       |  |  |                                         |  |
| Margaret Stewart                      |                    | Walter Stewart, III Grande Intendente di Scozia |                                            |  |  |       |  |  |                                       |  |  |                                         |  |
|                                       |                    | Bethóc di Angus                                 | Gille Críst, conte di Angus                |  |  |       |  |  |                                       |  |  |                                         |  |
|                                       |                    | Bethóc di Angus                                 | Gille Críst, conte di Angus                |  |  |       |  |  |                                       |  |  |                                         |  |
|                                       |                    | Bethóc di Angus                                 | Marjorie di Huntingdon                     |  |  |       |  |  |                                       |  |  |                                         |  |
|                                       |                    | Bethóc di Angus                                 |                                            |  |  |       |  |  |                                       |  |  |                                         |  |

## Influenza culturale
Dato il suo status sociale elevato, Isabella era una donna acculturata e certamente conosceva la lingua francese, poiché commissionò una traduzione in quella lingua della Historia rerum in partibus transmarinis gestarum ("Storia delle gesta d'oltremare") di Guglielmo di Tiro o comunque ne entrò in altro modo in possesso. Il manoscritto fu la prima opera letteraria europea continentale a giungere in Norvegia, e per la sua importanza fu in seguito acquisito dalla Biblioteca apostolica vaticana, dove è conservato come il Codice Palatino-Vaticano 1963. Sulla prima e sull'ultima pagina del codice compare l'ex libris di Isabella, che ne attesta la proprietà del manoscritto: Liber domine Isabelle Dei gratia regine Norwagie ("libro della signora Isabella per grazia di Dio regina di Norvegia"). Sul verso del foglio 78 del manoscritto è inoltre presente un'evidente aggiunta spuria che alcuni studiosi ritengono vergata dalla stessa Isabella, la quale aggiunge all'elenco dei sovrani europei all'epoca della presa di Gerusalemme del 1099 anche l'allora re di Scozia, Davide I (sbagliando, perché allora il sovrano era Edgar, fratello maggiore di Davide, che gli sarebbe successo solo nel 1124).

## Nella cultura di massa
Isabella Bruce è la protagonista del romanzo Sisters of the Bruce di J. M. Harvey (2013), che rielabora il fitto scambio di lettere tra la regina di Norvegia e la sorella Christina Bruce durante i primi decenni del XIV secolo, nel quale vengono commentati i principali avvenimenti della prima guerra d'indipendenza scozzese. Nel romanzo viene anche ripresa la credenza secondo cui Isabella inviò un contingente norvegese in aiuto al fratello Robert Bruce durante la battaglia di Bannockburn, ma nella realtà storica si trattò invece di guerrieri gallowglass scoto-norreni comandati dal condottiero Aonghas Óg di Islay, già amico e vassallo di Bruce.

### Annotazioni
1. ↑  Non ci sono certezze sulla reale origine del manoscritto, che all'inizio del XIV secolo era comunque indiscutibilmente di proprietà di Isabella. Secondo alcuni storici sarebbe giunto in Europa tramite un frate pellegrino tornato dalla Terrasanta (cfr. Bandlien 2016, p. 22); secondo altri sarebbe stato prodotto in Francia e dato in dono a Edoardo I d'Inghilterra o alla moglie Eleonora di Castiglia, che l'avrebbero a loro volta donato a Eirik II di Norvegia, che l'avrebbe poi lasciato in eredità alla moglie (cfr. Bandlien 2016, pp. 42-49); infine, alcuni ritengono che il libro fosse già in possesso di Isabella al momento del suo trasferimento in Norvegia, forse un dono fattole da suo nonno Robert Bruce V o da suo padre Robert Bruce VI, entrambi crociati (cfr. Bandlien 2016, pp. 61-67).

### Riferimenti
1. 1 2 3 4 5 6  Balfour Paul 1905, p. 433.
2. 1 2 3 4 5 6 7 8 9 10 11 12 13 14 15 16 17 18 19 20 21 22 23 24 25 26 27 28 29 30 31 32 33  (EN) Weaving the Tapestry, Isobel Bruce, Queen of Norway (c. 1272-1358), su weavingthetapestry.tumblr.com, 4 maggio 2018.
3. 1 2 3 4 5 6 7 8 9 10 11 12 13 14 15 16 17 18 19  (EN) Valeria Di Clemente, Isabella Bruce, su enciclopediadelledonne.it, 2021.
4. 1 2 3  (EN) 5-A, su Scotland Kings, fmg.ac.
5. 1 2 3 4  (NO) Per Gudbrand Norseng, Isabella Bruce, su snl.no, 30 agosto 2019. URL consultato il 22 luglio 2024 (archiviato dall'url originale il 16 novembre 2020).
6. 1 2 3 4 5 6 7 8 9 10 11 12 13 14 15  (NO) Randi Bjørshol Wærdahl, Isabella Bruce, su nbl.snl.no, 19 luglio 2023.
7. 1 2 3  Barrow 1965, p. 92.
8. ↑  Balfour Paul 1905, pp. 433-434.
9. 1 2 3  Balfour Paul 1905, p. 434.
10. 1 2  Crawford 1990, p. 177.
11. ↑  Nicholson 1959, p. 127.
12. ↑  Crawford 1990, pp. 183-184.
13. ↑  Nicholson 1959, pp. 127-128.
14. 1 2  (EN) 1-F, su Norway Kings, fmg.ac.
15. ↑  Bandlien 2016, p. 76.
16. 1 2  Bandlien 2016, p. 70.
17. 1 2 3 4 5  Crawford 1990, p. 178.
18. 1 2  Bandlien 2016, p. 69.
19. 1 2 3 4  Nicholson 1959, p. 128, nota 2.
20. ↑  Barrow 1965, pp. 237-238.
21. ↑  Barrow 1965, p. 238.
22. ↑  Barrow 1965, p. 228.
23. ↑  Bandlien 2016, pp. 66-67.
24. ↑  Bandlien 2016, p. 68.
25. 1 2  Bandlien 2016, p. 21.
26. 1 2 3  (LA) Codice Pal. Vat. 1963.
27. ↑  (EN) J. M. Harvey, Sisters of the Bruce, Kibworth Beauchamp, Trobador Publishing, 2013, ISBN 978-1780885-018.
28. ↑  (EN) The Battle of Bannockburn, su greattapestryofscotland.com.